# کونیگسهایم
کونیگسهایم (به آلمانی: Königsheim) یک شهر در آلمان است که در تاتلینگن واقع شده‌است. کونیگسهایم ۵۶۰ نفر جمعیت دارد.